# ZZ Top's First Album
ZZ Top's First Album е албумът, с който американската рок група Зи Зи Топ дебютира на музикалната сцена. Той е продуциран под ръководството на Бил Хем и излиза наяве на 16 януари 1971 година със съдействието на Лондон Рекърдс. Основавайки се на специфично светоусещане и чувство за хумор, групата създава смес от буги, хардрок, хевиметъл и саутърн рок. В тематично отношение, албумът е жизнен, играещ с емоциите и дори понякога твърде самоуверен, но в него се откриват препратки към лични случки и сексуални загатвания, които заемат централно място в имиджа на Зи Зи Топ. Търсейки вдъхновение от Флитуд Мак, блусарите започват записния процес в Робин Худ Студиос в Тайлър, Тексас. От албума е изведен само един сингъл, и той не се класира в Билбордските класации.
През 1987 година албумът е ремиксиран с цел издаване на компактдиск. През 2013 година оригиналният винилов микс е издаден на HD Tracks във формат, удобен за цифров даунлоуд с висока резолюция. Оригиналният микс на албума е издаден на компактдиск през юни 2013 година, когато е включен в бокс сета The Complete Studio Albums (1970 – 1990).

## Оценка
Олмюзик му присъжда 3 звезди, като заявява, че "ZZ Top's First Album може и да не е перфектно полиран, но със сигурност задава звученето, отношението и странностите им".

## Списък

### „А“ страна
1. (Somebody Else Been) Shaking Your Tree (Били Гибънс) – 2:32
2. Brown Sugar (Гибънс) – 5:22
3. Squank (Гибънс, Дъсти Хил, Бил Хем) – 2:46
4. Goin' Down to Mexico (Гибънс, Хил, Хем) – 3:26
5. Old Man (Гибънс, Хил, Франк Биърд) – 3:23

### „Б“ страна
1. Neighbor, Neighbor (Гибънс) – 2:18
2. Certified Blues (Гибънс, Биърд, Хем) – 3:25
3. Bedroom Thang (Гибънс) – 4:37
4. Just Got Back from Baby's (Гибънс, Хем) – 4:07
5. Backdoor Love Affair (Гибънс, Хем) – 3:20

## Състав
- Били Гибънс – китара, вокали
- Дъсти Хил – бас китара, клавирни, беквокали, вокал на Goin' Down to Mexico, ко-вокал на Squank
- Франк Биърд – барабани, перкусионни